# Korea Open 2011
Korea Open 2011 — жіночий тенісний турнір, що проходив на відкритих кортах з твердим покриттям. Це був 8-й за ліком Korea Open. Належав до турнірів International в рамках Туру WTA 2011. Відбувся в Seoul Olympic Park Tennis Center у Сеулі (Південна Корея). Тривав з 19 до 25 вересня 2010 року.

## Фінальна частина

### Одиночний розряд
Марія Хосе Мартінес Санчес —  Галина Воскобоєва, 7–6(7–0), 7–6(7–2)
- Для Мартінес Санчес це був 2-й титул за сезон і 5-й — за кар'єру, її перший титул на твердому покритті.

### Парний розряд
Наталі Грандін /  Владіміра Угліржова —  Віра Душевіна /  Галина Воскобоєва 7–6(7–5), 6–4

## Учасниці
| Країна     | Гравчиня                   | Рейтинг1 | Сіяна |
| ---------- | -------------------------- | -------- | ----- |
| Італія     | Франческа Ск'явоне         | 8        | 1     |
| Франція    | Маріон Бартолі             | 10       | 2     |
| Німеччина  | Юлія Гергес                | 21       | 3     |
| Словаччина | Домініка Цібулкова         | 22       | 4     |
| Словенія   | Полона Герцог              | 35       | 5     |
| Іспанія    | Марія Хосе Мартінес Санчес | 36       | 6     |
| Румунія    | Ірина-Камелія Бегу         | 38       | 7     |
| Росія      | Катерина Макарова          | 43       | 8     |

- 1 Посів ґрунтується на рейтингові станом на 12 вересня.

### Інші учасниці
Нижче подано учасниць, що отримали вайлд-кард на вихід в основну сітку:
- Маріон Бартолі
- Домініка Цібулкова
- Kim So-jung
- Франческа Ск'явоне

Нижче наведено гравчинь, які пробились в основну сітку через стадію кваліфікації:
- Крістина Плішкова
- Ніколь Роттманн
- Сема Юріка
- Ярослава Шведова